# عبد الكريم عبد فاضل
عبد الكريم عبد فاضل حسين البصري، وكنيته أبو علي البصري هو عضو حزب الدعوة ومسؤول أمني عراقي، رئيس جهاز الأمن الوطني العراقي ، منذ 5 تموز سنة 2023، ورئيس خلية الصقور الاستخبارية سابقاً، ورئيس فريق الإسناد للهيئة العليا لمكافحة الفساد في جمهورية العراق ابتداءً من 16 تشرين الثاني سنة 2022، أُعفيَ أبو علي البصري من منصب رئاسة خلية الصقور بعد وقوع تفجيري ساحة الطيران سنة 2021، عُرفَ في العراق أبو علي بصري آخر، اسمه عدنان إبراهيم محسن المحسني، وليس هو عبد الكريم عبد فاضل، بل هو قائد في الحشد الشعبي.